# Cal Muç
Cal Muç és una obra de Ripollet (Vallès Occidental) inclosa a l'Inventari del Patrimoni Arquitectònic de Catalunya.

## Descripció
La façana tanca una construcció de tres cossos, per això és molt ample. Està dividida en tres franges: la planta baixa on se situa l'entrada principal; el primer pis amb tres balcons de grans dimensions, amb baranes treballades en ferro forjat i rematats en frontons triangulars; per acabar, un frontis adornat amb motllures geomètriques que emmarquen sis respiralls. Finalment es remata la façana amb una balustrada de tres trams, coronada per quatre esferes. Cal comptar una altra planta que queda per sota del nivell del carrer que consta d'una única sala que dona al jardí, que encara conserva el pou i un antic safareig de rentar. La coberta és plana.

## Història
A Cal Muç han viscut cinc generacions de la família Dausà, una saga de constructors iniciada per Muç Dausà Estapé i Mariona Roviralta Mauri; va ser el propi Muç Dausà qui va aixecar la casa. Un dels nets de Muç, Albert Dausà, fou batlle de Ripollet entre 1966 i 1979. La casa continua a mans de la família Dausà.